# Wilfried Wesemael
Wilfried Wesemael (* Alos, 31 de enero de 1950). Fue un ciclista  belga, profesional entre 1973 y 1982, cuyos mayores éxitos deportivos los logró en la Vuelta a España donde obtuvo 1 victoria de etapa en la edición de 1975, y en la Vuelta a Suiza donde se impondría en 1979.

## Palmarés
1974
- Kuurne-Bruselas-Kuurne

1975
- 1 etapa en la Vuelta a España

1978
- Gran Premio de Cannes

1979
- Vuelta a Suiza
- 1 etapa en la Dauphiné Libéré